# Association nationale des anciens combattants et ami(e)s de la Résistance
L'Association nationale des anciens combattants et Ami(e)s de la Résistance (ANACR) est une association d'anciens combattants regroupant des Résistants et des militaires des Forces françaises libres (FFL) ainsi que des « passeurs de mémoire » de la Résistance

## Histoire
L'association est fondée en mars 1945 par d’anciens membres des Francs-tireurs et partisans, l'une des principales composantes des Forces françaises de l'intérieur (FFi). Elle se nomme alors l'Association des anciens FTP et FFI. Elle prend son nom Association nationale des anciens combattants de la Résistance (ANACR) en 1952 lors de l'élargissement aux anciens combattants de la Résistance intérieure et de la France libre. En 2006, elle s'élargit aux « Ami(e)s de la Résistance » prenant alors son nom actuel. 
En 2000, l'association revendique 20 000 adhérents et près de 10 000 amis de l'ANACR réunis sous la forme d'une association depuis 1993. Le nombre de membres diminue progressivement en raison du vieillissement de ses membres. En 2015, l'association regroupe 6 000 anciens combattants, présents dans plus de 80 départements.